# National Applications Office

Sceau du département de la Sécurité intérieure.

Le National Applications Office (NAO) était un programme du département de la Sécurité intérieure des États-Unis créé en mai 2007 par l'administration Bush. Il est destiné à mettre à la disposition des agences fédérales, d'États et municipales un accès étendu aux satellites-espions du département de la Défense dont la première phase a débuté le 1er octobre 2008. Janet Napolitano, la secrétaire à la Sécurité intérieure de l'administration Obama, a annoncé en juin 2009 qu'elle allait mettre fin au programme.

## Objectifs
Il s'agit d'améliorer la réponse des secours et aux autres besoins de sécurité domestique tel la surveillance des frontières ou des ports vulnérable au terrorisme en mettant entre autres à la disposition des services concernés des images de haute définition et en quasi-temps réel.

## Historique

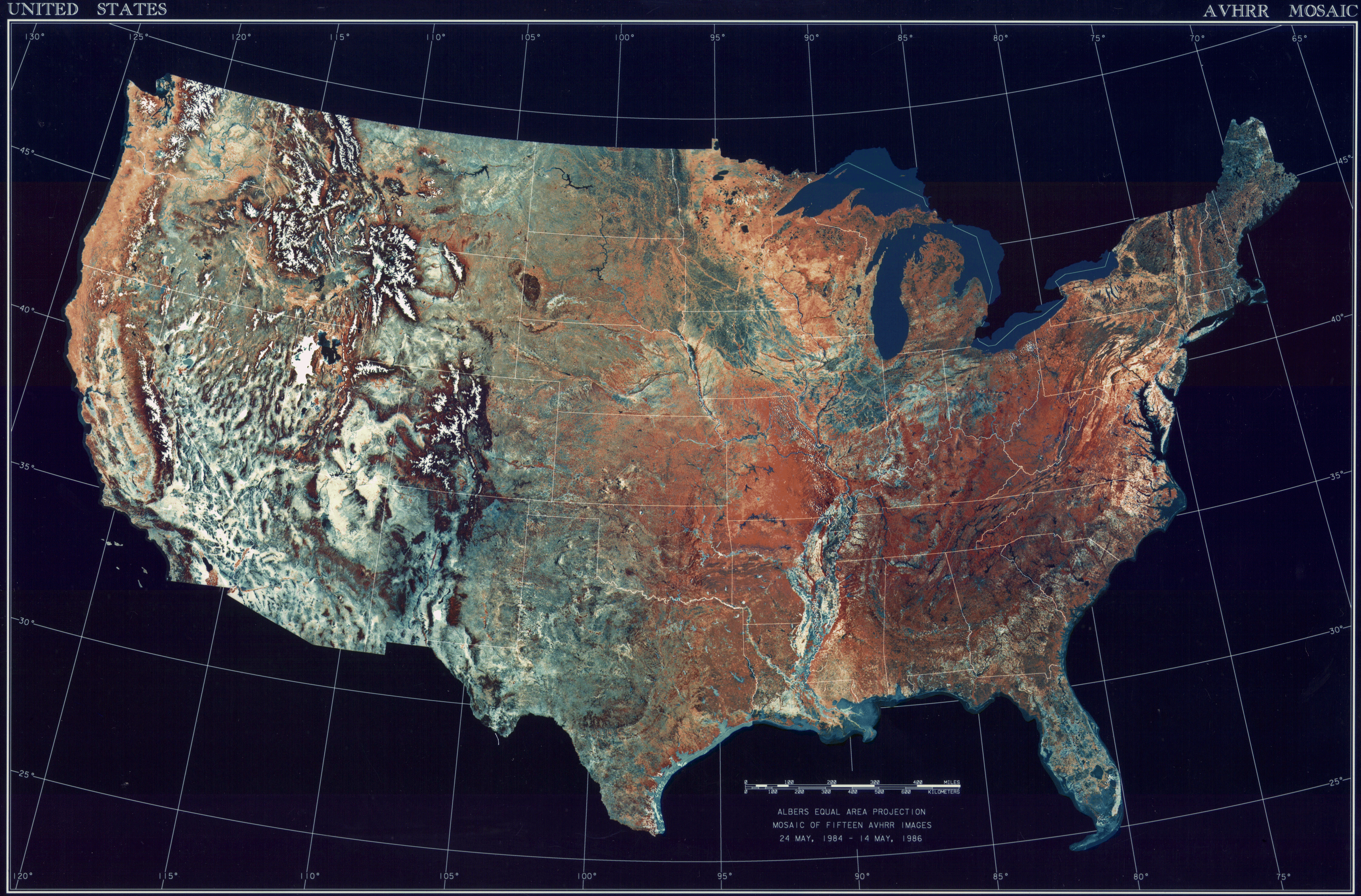
Carte topographique par imagerie satellite des 48 États contigus.

L'utilisation d'imagerie satellite destiné à l'origine a la communauté du renseignement et aux forces armées par des services civils remontent aux années 1960 et au programme spatial des États-Unis lancée par la présidence Eisenhower. Toutefois, leur mise à disposition était restreinte et compliquée par le secret défense. Elle servait notamment à la cartographie, l'inventaire des forêts nationales, l'hydrologie, la surveillance de l'oléoduc en construction en Alaska, etc. 
La création du Civil Applications Committee chargé de l'interface  entre les services demandeurs et les utilisateurs des satellites de renseignement en 1975 sous la houlette de l'Institut d'études géologiques des États-Unis, à la suite des recommandations de la United States President's Commission on CIA activities within the United States, permit de rendre plus accessible l'utilisation des photos-satellites par les diverses administrations et organismes. En 1992, après la fin de la guerre froide, les scientifiques ont demandé des informations pour leurs recherches. En 1995, Bill Clinton a accepté de déclassifier 860 000 images datant de 1960 à 1972.
L'apparition de sociétés privées exploitant des satellites d'observation de la Terre, tels Google Earth, SPOT, ou Landsat, permet dès cette époque à de simples particuliers d'avoir des images équivalent à celles des satellites militaires d'anciennes générations.
À la suite des attentats du 11 septembre 2001, l'administration Bush met en œuvre une politique de sécurisation des frontières, créant notamment le département de la Sécurité intérieure (DHS). En 2005, l'administration discute de la possibilité que les diverses agences chargés de la sécurité, telles les polices locales, puissent accéder plus directement aux satellites-espions pour leur travail.
En mars 2006, un mémorandum est signé entre le département de l'Intérieur et le DHS pour la création et la maintenance d'un portail géospatial destiné à la sécurité du territoire. En mai 2007, le National Applications Office est créé, placé sous la tutelle du département de la Sécurité intérieur. 
Le 6 novembre 2008, le Government Accountability Office demande que son rôle soit strictement défini.
Après l'élection de Barack Obama à la présidence, ce programme a été stoppé en juin 2009.

## Polémiques
En raison du Posse Comitatus Act de 1878, l'armée ne peut intervenir dans les affaires civiles. Dès lors, il n'est pas clair que l'utilisation des images prises par les satellites espions du Pentagone puissent être légalement être utilisées dans la prévention et la répression des crimes, comme l'a permis ce programme. Cependant, certains observateurs [Qui ?] ont affirmé que ces restrictions ne s'appliquaient qu'aux troupes en uniforme et non aux agences du département de la Défense. Une question clé est de savoir quelles agences de renseignement seraient concernées car la CIA et la DHS sont des agences civiles. Le problème se pose donc surtout pour le National Reconnaissance Office (NRO) et le National Geospatial-Intelligence Agency (NGA) qui emploient une grande partie de personnel militaire.
Le National Security Act (« loi sur la sécurité nationale ») n'autorise ni n'interdit l'utilisation du renseignement à des fins de police judiciaire à l'intérieur des États-Unis, mais d'autres textes s'appliquent. Le personnel militaire affecté aux entités de renseignement militaire est soumis au Posse Comitatus Act. La question de savoir quelles activités violent le Posse Comitatus Act se pose le plus souvent dans le contexte de l'assistance à la police civile. Dans ce contexte au moins, les tribunaux ont jugé, sauf exception reconnue, que la loi est violée :
1. quand les officiers civils chargés de l'application de la loi font directement appel à des enquêteurs militaires ;
2. quand l'armée s'immisce dans les activités des officiers civils ;
3. quand l'armée est utilisée pour soumettre les citoyens à l'exercice du pouvoir militaire qui est contraignant par nature.

Le département de la Défense affirmait initialement que le terme « recherche » (search ; dénote aussi les fouilles au corps) dans le § 375 du titre 10 du Code des États-Unis devait avoir le même sens que dans le Quatrième Amendement de la Constitution, de sorte que l'aide de l'armée serait interdite en relation avec toute activité d'application de la loi qui constitue une "recherche" au sens du Quatrième Amendement. Mais l'Office of Legal Counsel (en) (OLC, « Bureau du conseil juridique ») du département de la Justice a estimé au contraire, en 1991, que le recours à du personnel militaire pour mener une surveillance aérienne infrarouge d'une propriété privée à des fins d'application de la loi constituait une "reconnaissance aérienne" autorisée par le § 374 (b)(2)(B) du titre 10 du Code des États-Unis, et n'était donc pas en contradiction avec le § 375 du titre 10 du dit Code (selon lequel l'assistance ne doit pas impliquer du personnel militaire dans la recherche, la saisie ou l'arrestation), et n'est pas interdit non plus par le Posse Comitatus Act.
Pour arriver à cette conclusion, le OLC s'était appuyé sur l'interprétation de l'histoire législative du § 375 pour montrer que le Congrès n'entendait pas le mot "recherche" comme devant comprendre toute action qui constituerait une "recherche" au sens du Quatrième Amendement. Au contraire, l'OLC a trouvé que « quand le Congrès a utilisé le terme "recherche" dans la section 375, il entendait que ce terme ne comprenne que les "recherches" impliquant un contact physique avec les civils ou leurs biens, et peut-être seulement les "recherches" impliquant un contact physique qui pourrait conduire à une confrontation directe entre les militaires et les civils. » 